# Музей вінтажних комп'ютерів Mac
Музей вінтажних комп'ютерів Mac — музей відновлених комп'ютерів Mac у Києві. Був відкритий у травні 2017 року.
Над створенням музею працювала українська компанія MacPaw, що спеціалізується на розробці програмного забезпечення для систем Apple. Відкриття музею анонсував випущений компанією відеоролик, який привернув увагу міжнародних ЗМІ та фанатів Apple-техніки. У фоє бізнес-центру, де знаходиться офіс компанії, навіть утворилася черга з тих, хто захотів відвідати виставку. На той момент більшість експонатів була в неробочому стані; процес відновлення стартував у липні завдяки зусиллям київського сервісного центру Macuser.

## Бюджет
Вартість колекції MacPaw оцінюється в $47 000 без урахування 25 % комісії, доставка експонатів коштувала $5000. Техніку компанії MacPaw передав нью-йоркський магазин і сервісний центр «Tekserve», серед заслуг якого збережені найстаріші зразки обладнання. «Tekserve», який почав рятувати техніку ще за півтора десятка років до відкриття першого Apple Store, докорінно відрізняється від сучасних Apple магазинів.
На сьогодні відновлено практично всю колекцію. Сумарні витрати на ремонт становили близько $2000. Понад 50 % всіх витрат пішло на придбання приладдя. На деталі після заміни є гарантія тривалістю шість місяців, більш пізні моделі — рік. Практично кожен пристрій можна використовувати цілодобово.

## Ідея музею
Засновник сервісного центру Tekserve Дік Деменас перед аукціоном розповів журналістам CNN про ідейне обґрунтування своєї діяльності. Деменас створював своєрідне «сховище» для застарілої продукції, бажаючи побачити історію речей, показати значущість праці геніїв минулого. Таке посилання відсутнє в концепції Apple Store, орієнтованої на демонстрацію інноваційних розробок. Збільшення вартості оренди та конкуренція з боку нових магазинів Apple, що посилюється, через деякий час призвела до закриття «раритетної» майстерні.

## Експонати
- Apple III, Apple IIc, Lisa
- NeXT Cube
- MacPaw
- ювілейний 20th Anniversary Mac,
- Original iMac
- 1994 iBook
- PowerMac G4
- Powerbook G4 Aluminum
- iBook
- 12″ Powerbook
- eMac
- iMac G5
- Powerbook G3 та інші[5]

Найстарішими експонатами є моделі Apple III 1980 року, Apple lle та Lisa, що вийшли у 1983 році. Саме Lisa, яка названа на честь дочки Стіва Джобса, ознаменувала випуск комп'ютерів із графічним інтерфейсом. Попри символічне ім'я та чималу вартість у $9995, модель не отримала широкого визнання покупців через недосконалості в роботі.
Macintosh 128k (спочатку Apple Macintosh) з автографом Стіва Возняка — серед улюблених експонатів музею. Модель була присутня на ринку з 24 січня по 10 вересня 1984 року, а вартість її була $2495, що еквівалентно $5752 у перекладі на нинішній курс. Саме Macintosh 128k рекламував Рідлі Скотт у своєму знаменитому ролику, знятому за мотивами твору «1984» Джорджа Оруелла і показаний під час Super Bowl.
Примітно, що миша Macintosh 128k оснащена лише однією кнопкою.
Не менш цінними є такі раритети, як Macintosh Plus 1987, Macintosh SE і Macintosh IIci 1989 року. Також представлений перший комп'ютер з кольоровим дисплеєм Macintosh Color Classic 1993 року, Macintosh SE та Macintosh Plus, бутафорський комп'ютер Macintosh Plus, створений Tekserve спеціально для конференції TED, Macintosh IIc 1989 року та Macintosh Color Classic. На деяких експонатах можна навіть пограти.
Перший портативний комп'ютер Apple — Macintosh Portable, який побачив світ у 1989 році, важив 7,2 кг. Вага однієї лише батареї, яка забезпечувала від 6 до 12 годин роботи в автономному режимі, — близько кілограма.
Незвичайний експонат у колекції MacPaw — конкурент Macintosh Portable, ноутбук Outbound виробництва однойменної компанії з Колорадо, що також вийшов у 1989 році. Перша версія була майже вдвічі легша і дешевша, ніж портативний Apple. У київському музеї старовинних комп'ютерів можна побачити другу версію 1991 року.
Операційною системою для Outbound взяли macOS, але для її встановлення потрібно було перелютувати оперативну пам'ять зі старіших Mac. Співробітники знайшли оригінальне розв'язання проблеми трекпаду — стрижень з металу, що рухається вбік і обертається.
Відвідувачі музею мають можливість ознайомитись із цифровим асистентом Newton, який асоціюється з найбільшим провалом Apple. Розробляти платформу почали ще 1987 року, а вже 1993 року MessagePad був представлений користувачам за ціною $669. Це був перший PDA, що розпізнає рукописне введення. Гаджет не виправдав сподівань, бо працював ненадійно.
Серед експонатів MacPaw можна побачити останній пристрій із серії Newton — eMate 300. Модель вийшла в березні 1997-го, але в лютому 1998 року знята з продажу. Повернувшись до компанії, Стів Джобс заявив про закриття проєкту.
У період усунення від роботи в Apple Стів Джобс займався розробкою продукту, програмне забезпечення якого згодом стало основою для вебсерверів і браузерів. Це був NeXT Computer, з його допомогою Тім Бернес-Лі запустив перший у світі вебсервер у CERN, а Джон Кармак створив Wolfenstein 3D та Doom.
Серія Powerbook успадкувала все найкраще від Macintosh Portable. У колекції музею представлено декілька моделей.
Powerbook 520/c 1994 року випуску став першим ноутбуком Apple зі стереодинаміками, трекпадом та вбудованим Ethernet.
Powerbook 1400, з'явившись на ринку в 1996 році, здивував знімним дисководом, який міг замінюватися на Zip або Floppy drive.
Преміум серія портативних комп'ютерів Powerbook G3 виходила протягом трьох років — з 1997 по 2000 роки. Завдяки одному з них Кері Бредшоу дізналася, що таке резервне копіювання.
1996 року, на честь 20-річчя заснування Apple, компанія розпочала роботу над одним із найдорожчих «маків» в історії — Twentieth Anniversary Macintosh (ТАМ). Проєктом займався Джоні Айв, а саунд-система проєктувалася в Bose. Версія вийшла в обмеженій кількості — 12 000 екземплярів.
Комп'ютер представили користувачам через рік після ювілею — 1997 року. Спочатку була призначена ціна $9000, що покривала доставку товару покупцю на лімузині, а також установку майстром у смокінгу. На момент виходу вартість моделі знизили до $7499, що не вплинуло позитивним чином на продаж. Незабаром пристрій стали продавати за $3500, а після поновлення Джобса в компанії комп'ютер зовсім зняли з виробництва. Залишки було розпродано за $1995. Після того, як засновник повернувся до Apple, всі зусилля були кинуті на розробку серії iMac. 1999 відзначений «народженням» iMac G3. Цікавий факт: щоб вибрати забарвлення, команда відвідала кондитерську фабрику — подивитися на карамель.
2003 року випустили iMac G3, дисковод якого втягував диск, а не виїжджав.
Різноколірний iBook G3 «черепашка» став першим пристроєм масового споживання з підтримкою Wi-Fi, який недоброзичливці назвали «кришкою унітаза». Інтернет-серфінг забезпечувався встановленим Internet Explorer.
Лінійку комп'ютерів G4, що була на ринку з 2002 по 2004 рік, жартома називали соняшниками або iLamp.
iMac G4 нагадував нинішні «макбуки». Цей пристрій вперше створили у металевому корпусі з титану або алюмінію.
Power Mac G4 був представлений у двох форм-факторах: Tower та кубічному. Другий варіант пристрою виявився економічно нерентабельним, проте розроблений Джоні Айвом дизайн набув статусу культового. Power Mac G4 Cube знаходиться в нью-йоркському Музеї сучасного мистецтва.
Прозорі монітор, миша та клавіатура до «кубічного маку» купувалися окремо.
Особливістю Power Mac G4 Cube був відеороз'єм розробки Apple — Display Connector (ADC), що поєднував стандартний DVI, USB та живлення на 28В. Це рішення дозволило відмовитися від окремого шнура живлення. Наявність двох USB-роз'ємів компенсували їх розміщенням у моніторі та клавіатурі.

## Про ремонт музейних експонатів
Більшість раритетних машин, переданих Tekserve, не функціонували, і компанія MacPaw поставила за мету «вдихнути» в них друге життя. Спочатку співробітники подали ідею відновити працездатність техніки самотужки, але незабаром від задуму довелося відмовитися. Після початку роботи музею представники київського сервіс-центру Macuser запропонували свою допомогу у проведенні ремонту.
Починаючи з липня 2017 року, співробітники сервісного центру постачали приблизно по одному відновленому екземпляру на тиждень. Ремонт ранніх «маків» був непростим, але цікавим для виконавців. Складності полягали у пошуку причини несправності, а й отриманні схеми того, як влаштована модель, запчастини — теж рідкість.
Справжнім сюрпризом стала задня панель корпусу Macintosh 128k та Macintosh Portable, на якій вигравірували підписи розробників.
У більшості пізніх моделей були несправні жорсткі диски, для старих зразків характерні проблеми з живленням у вигляді здуття конденсаторів та флоппі-дисків. Наприклад, дискета комп'ютера Lisa переставала працювати навіть за невеликих температурних коливань у приміщенні.
Непросто було знайти дискети та CD-диски старого формату.
Дані минулих власників техніки не було виявлено. Сервісні співробітники у Нью-Йорку виконали форматування практично всіх жорстких дисків: лише на одному Macintosh зберігся пароль від модема, а кілька інших мали імена.
Гармонійність як відмінна риса дизайну «яблучної» техніки властива не лише зовнішньому вигляду, а й внутрішній будівлі. Конденсатори на ранніх платах Macintosh розміщені за розміром.
Комплектуючі закуповувалися у партнерських сервіс-центрів з Німеччини та США. Деякі деталі співробітники Macuser знаходили на eBay і навіть Україні (наприклад, конденсатори для старих моделей).
У планах компанії MacPaw — організувати виставку у відкритому просторі. Опрацьовується ідея ілюструвати спеціально створеним контентом роботу старих систем.